# Мечислав Орлович

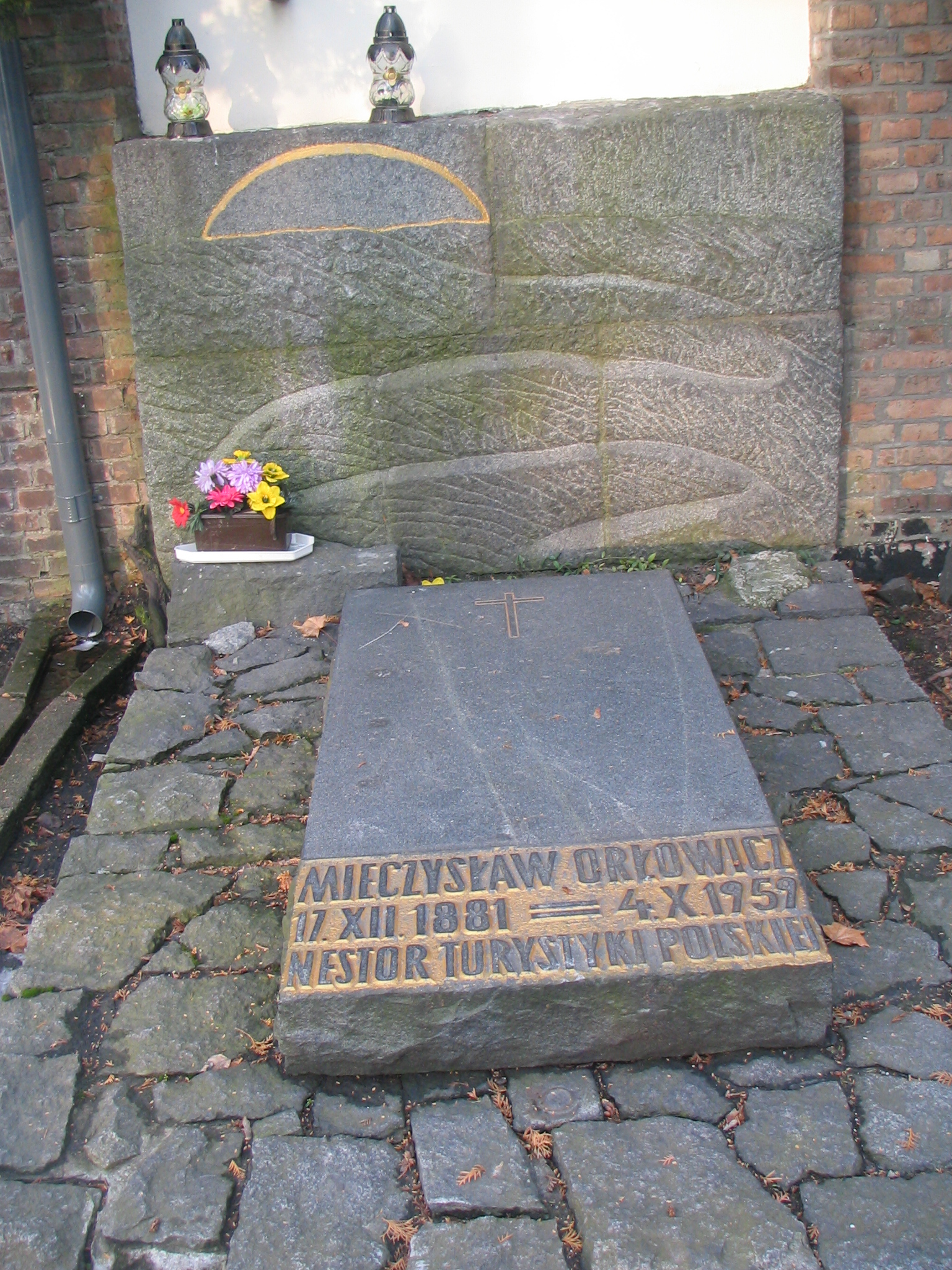
Варшава, Алея заслужених кладовища на Повонзках

Д-р Мечислав Орлович (пол. Mieczysław Orłowicz, 17 грудня 1881, Комарно — 4 жовтня 1959, Варшава) — польський географ, етнограф, краєзнавець і популяризатор туризму, доктор права. Автор багатьох статей, нотаток, рецензій з туризму і краєзнавства.

## Життєпис
Народився в сім'ї нотаріяльного практиканта (з 1895 року — нотара) Міхала Орловича та його дружини Емілії з Красіцьких. Дитинство провів під опікою матері та її родини в Прухніку коло Ярослава. У цей час батько для кращого заробітку виїхав до США. Навчався в гімназіях Ярослава (1891-1895), Самбора (1895-1896), Хирова (1896-1899), де 1899 року склав екзамени на атестат зрілості. Записався навчатися у 1899-90 навчальному році (потім — випускник) до Університету Яна Казимира у Львові (Львівський національний університет імені Івана Франка) і одночасно у торговельній академії Відня. Відвідував лекції з історії мистецтва, географії, історії у Львові та Кракові. 1904 року почав організовувати екскурсії по Татрах. 1906 року став доктором права.
Був одним із засновників Академічного туристського клубу у Львові (1906 р.) — перша академічна організація туризму в Польщі, організував перший Національного олімпійського комітету в Польщі (з 1930 року, був його віце-президент), брав участь у створенні польських Хостел Асоціації, автор понад 150 путівників, у тому числі по Львову та Галичині. Служив у польській армії під час польсько-української війни 1918—1919 років.
Під час II-ї світової важко захворів, його бібліотека, зібрані ним рукописи, архів світлин були знищені після придушення Варшавського повстання.
Працював у 1919—1932 рр. референтом з туризму у Міністерстві громадських робіт, а в 1932—1939, від 19 жовтня 1945 до 1952 — референтом у туристичному відділі Міністерства шляхів сполучення. Від 1952 року до смерті працював в Комітеті туристичних справ Президії уряду, був членом Комісії з краєзнавства та туризму при міністерстві освіти ПНР.
Помер 4 жовтня 1959 році (у 78-річному віці), похований у Варшаві на Алеї заслужених кладовища на Повонзках.
Його іменем названі вулиця у польській столиці, туристичні шляхи, будинок туристів і туристичний клуб.
1970 року у Варшаві вийшла посмертна книга Орловича «Мої туристичні спогади».

## Увіковічнення пам'яті
На знак визнання заслуг Мечислава Орловича перевал у Західних Бещадах (перевал М. Орловіча) та Головний судетський маршрут.

## Путівники
- Ілюстрований путівник по Східних Карпатах Галичини, Буковині й Угорщині. — Львів, 1914
- Polska Biblioteka Turystyczna, seria przewodników 16 tyt. 1920—1925, nakład Ministerstwo Robót Publicznych, Wydział Turystyki, wydawca «Książnica Polska Tow. Naucz. Szk. Wyższ.» Lwów-Warszawa, red. i autor dr. M.Orłowicz.[5][2]
- Ilustrowany przewodnik po Galicyi, Bukowinie, Spiszu, Orawie i Slasku Cieszynskim.— Lwów, 1919 [Архівовано 24 вересня 2015 у Wayback Machine.]
- Ilustrowany przewodnik po Lwowie, Lwów, 1920; призначався для вояків Війська польського[3]
- Ilustrowany przewodnik po województwie pomorskiem. — Lwów, 1924  [Архівовано 17 травня 2008 у Wayback Machine.]
- Ilustrowany przewodnik po Lwowie ze 102 ilustracjami i planem miasta.— Lwów-Warszawa, 1925; друге видання
- Ilustrowany przewodnik po Gdańsku wraz z terytorjum Wolnego Miasta. — Warszawa, 1928 [Архівовано 13 травня 2021 у Wayback Machine.]
- Ilustrowany przewodnik po Mazurach Pruskich i Warmii, Agencja Wydawnicza «Remix», Olsztyn, 1991, ISBN 83-900155-0-1
- Przewodnik po Wojewodztwie Tarnopolskim. — Nakladem Wojewodzkiego Towarzystwa Turystyczno-Krajoznawczego w Tarnopolu, 1929 [Архівовано 3 вересня 2016 у Wayback Machine.]
- Ілюстрований путівник по Волині. — Луцьк, 1929
- Zakopane, 1930
- Toruń. — Warszawa, 1948 [Архівовано 5 березня 2016 у Wayback Machine.].